# バイオレント・トム
バイオレント・トム（Violent Tom（本名：トーマス・ヴェニガー(Thomas Weniger)）、1983年1月12日 - ）は、ドイツ出身のプロレスラー。身長おおよそ192センチメートル、体重おおよそ112キログラム。
『バイオレント・トム』と併せて、サイレント・トム(Silent Tom)、チャールズ・マンソン(Charles Manson)、およびトム・トレモニア(Tom Tremonia)というギミックを携える。

## 来歴
ドイツ西部のドルトムントという町に生まれ、2004年―20歳の時にプロレスラーの経歴を始動。ウエストサイド・エクストリーム・レスリング(wXw)のもとのwXwトレーニングスクールで訓練を積んだ。
さっそくそのwXwやイースト・サイド・レスリング(ESW)というザクセンのプロレス団体のリングに活動し始め、アレックス・ペイン、マッド・コウ、タイラント、ジェネラル・トレント・スティール、アイスマン、ヘイト、アダム・ポラク、バロン・フォン・ハーゲン、アンドリュー・パターソン、ラツィオ・フェ、リコ・ブシドー、アックスマン、クリス・ラミレス、・・・こうした面々とともにリングに上がりデスマッチを含む試合の数々を展開していった。
そうしたなかで2005年には、wXwのマットを舞台に行ったクリス・ラミレス／ドクターD／エンレイジ／ヘイト／ジョン・ウェイン・ゲーシー／マッド・コウ／シグマスタ・ラッポ／タイラントとのバトルロイヤル戦を制し、この団体のハードコア部門の王座―すなわちwXwハードコア王座を獲得。自身初の王座の戴冠であった。それからおおよそひと月にわたりこの王座に君臨したものの、サムタック・ジャックを特別レフェリーに迎えた凶器観客持込デスマッチにてヘイトに敗れ陥落。
それからもwXwを主戦場として活動しつつ、2006年にあっては、アスレティーク・クラブ・レスリング(ACW)という団体のリングに上がったうえでバッド・ボーンズやクリス・ザ・バンビキラーやファーマー・ジョーやミヒャエル・コヴァチを含む総勢19名との同時バトルロイヤル戦を行うなどし、それから間もなく参加したwXwのある大会では、同じくバトルロイヤル戦にてタッシロ・ユングとドン・ヤコビを含む4名を撃破。
数団体のマットを舞台にクリス・ラミレスと組んだ『サイコデリーク・バイオレンス』という名のタッグチームをもっての活動を見せもしつつ、年も暮れゆく頃にはプロレスリング・ホラント(PWH)というオランダのプロレス団体がユトレヒトの地に催した『ゲーム・エキスポ』という大会に登場。そしてwXwがイギリスの地に開いたゴアフェストというデスマッチ選手権大会に参戦―イアン・ロッテンを相手に一回戦目で敗退した。
それから2007年〜2008年〜2009年とwXwでの活動に明け暮れたのち、2010年からはフリースタイル・チャンピオンシップ・レスリング・ドイッチュラント(FCW)というプロレス団体のマットに集中的に参戦するようになった。

## 外部
- 公式ウェブサイト （英語）